# Okavangodeltat
Okavangodeltat eller Okavangoträsken (ibland stavat Okawango, Okovango eller Okovanggo) är ett stort inlandsdelta, beläget i Botswana. Deltat mynnade en gång ut i den sedan flera tusen år uttorkade Makgadikgadisjön. Numera rinner i stället Okavangofloden ut i Kalahariöknen, och bevattnar där ett 15 000 km² stort område av träsk och sumpmarker. Omkring 11 kubikkilometer vatten når deltat varje år. En liten del rinner vidare till Ngamisjön. Området ligger i det endorheiska Okavangobäckenet.
År 2014 utsågs Okavangodeltat till världsarv av Unesco.

## Bilder

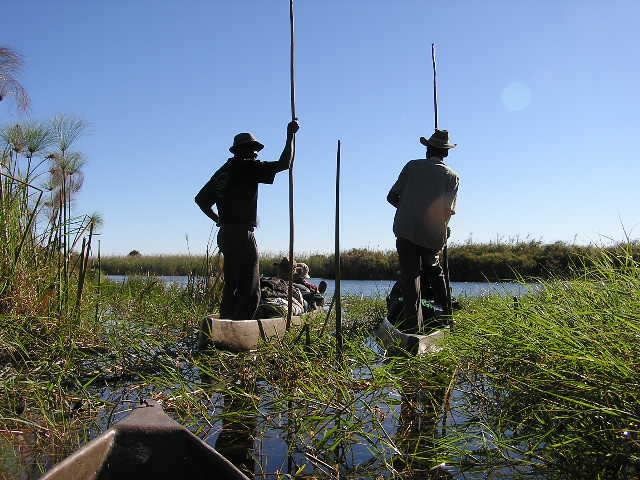
Båtfärd i Okavangodeltat.
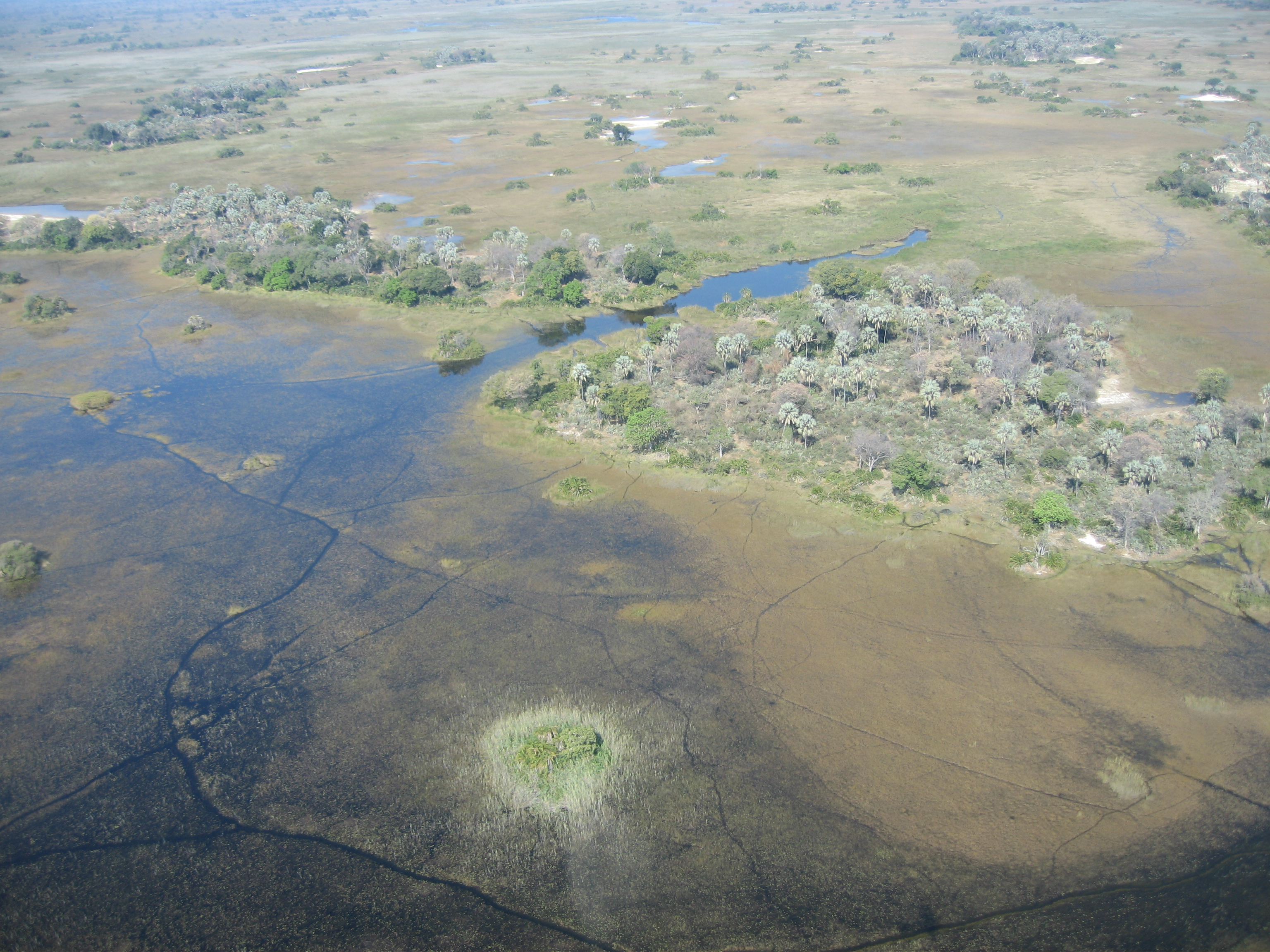
Typiskt landskap i deltat.
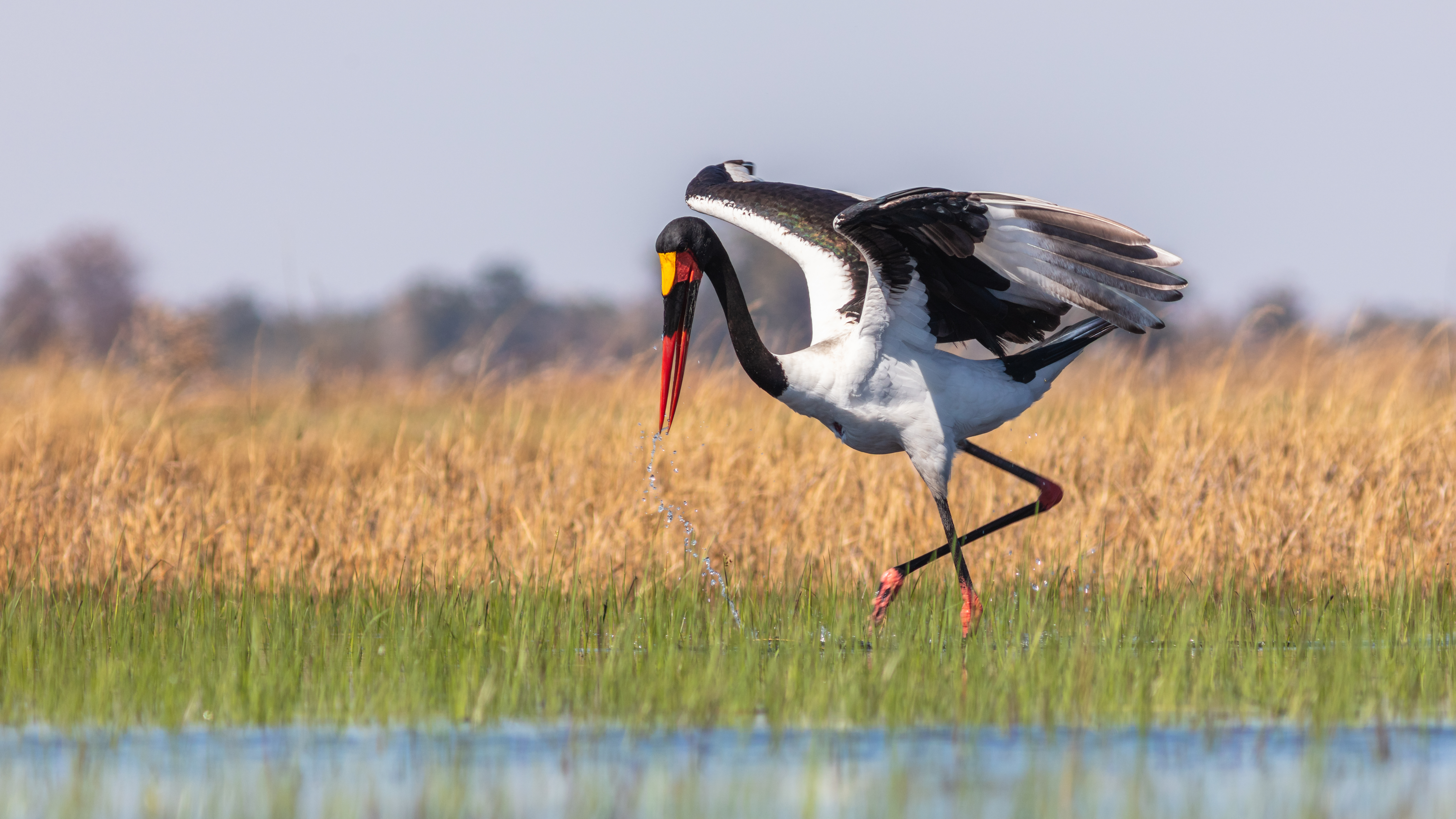
Sadelnäbbsstork i Okavangodeltat.